# Drivast
Drivast (lat. Drivastum/Drivastium, alb. Drishti) srednjovjekovna utvrda, na sjeveru suvremene Albanije, 15 km daleko od Skadra.
Drivast je prvotno antička utvrda Ilira.
kao Drivastium se spominje u 9. st.
Drivastska biskupija je sufragan Dukljanskoj crkvi u buli koju je 8. siječnja 1089. izdao antipapa Kliment III.
Srpski župan Nemanja je koncem 12. st. Drivast, ali i druge dukljanske gradove, razorio "i pretvorio slavu njihovu u pustoš".
Nakon vlasti Nemanjića, Drivast je u sastavu Zetske države od oko 1363. godine. 
Potom prelazi u ruke srpskih despota, pa Mlečana.
Turci su Drivast osvojili do 1478. godine.